# Banchus ceratura
Banchus ceratura är en stekelart som beskrevs av Henry Keith Townes, Jr. 1978. Banchus ceratura ingår i släktet Banchus och familjen brokparasitsteklar. Inga underarter finns listade.